# Valdar
Valdar er navnet på flere danske sagnkonger eller navnet på én sagnkonge, der i forskellige sagaer indsættes i meget forskellige familieforhold.
Hervarar saga fortæller om Valdar, der var vicekonge af Danmark under Ivar Vidfamne og han var far til Randver og Harald Hildetand. Han var ifølge sagaen gift med Ivars datter Alfhild.
Skjöldunga saga og Hversu Noregr byggdist fortæller om Valdar, der efterfulgte Rolf Krake som konge over Skåne. Valdar er i denne version far til Harald den Gamle.